# Bo Hansson
Bo Hansson, né le 10 avril 1943 à Göteborg et mort le 23 avril 2010 à Stockholm, est un musicien suédois.
Après avoir passé son enfance dans les bois du nord de la Suède, il rejoint ses parents à Stockholm dans les années 1950, se met à la guitare et participe à divers groupes de musique. Il passe à l'orgue Hammond et devient célèbre aux côtés du batteur Janne Karlsson. Leur duo enregistre trois albums entre 1967 et 1969 et acquiert une renommée qui dépasse les frontières suédoises : Jimi Hendrix jamme avec eux fin 1967 et incorpore une composition de Hansson, Tax Free, à son répertoire scénique.
Hansson et Karlsson se séparent en 1969. Le premier album solo de Hansson, Sagan om Ringen (1970) s'inspire du Seigneur des anneaux de J. R. R. Tolkien : il rencontre un grand succès et attire l'attention de Tony Stratton-Smith, qui lui offre une publication internationale sous le titre Music Inspired by Lord of the Rings, en 1972.
Hansson publie encore trois albums dans les années 1970, dont un inspiré par le livre Les Garennes de Watership Down de Richard Adams. Le succès est de moins en moins au rendez-vous et il se fait plus discret à partir des années 1980, ne publiant qu'un album, Mitt I Livet, en 1985. Ses albums sont redécouverts et réédités dans les années 2000.

## Discographie
Les albums de Bo Hansson sont parus en Suède sur le label Silence Records, et dans le reste du monde chez Charisma Records. Les rééditions CD des trois premiers albums sont distribuées à l'international par Silence.
- 1972 : Music Inspired by Lord of the Rings (paru en Suède en 1970 sous le titre Sagan om ringen)
- 1974 : Magician's Hat (paru en Suède en 1972 sous le titre Ur trollkarlens hatt)
- 1975 : Attic Thoughts (paru en Suède sous le titre Mellanväsen)
- 1977 : Music Inspired by Watership Down (en) (paru en Suède chez YTF Records sous le titre El-Ahrairah)
- 1985 : Mitt i livet (uniquement paru en Suède)